# Żony pierwszej ligi
Żony pierwszej ligi (ang. MVP, 2008) – kanadyjski serial dramatyczny nadawany przez stację CBC od 11 stycznia 2008 r. W Polsce emitowany przez stację TVN Style od 30 sierpnia 2008 r.

## Produkcja
Serial został wyprodukowany przez Screen Door, który nagrywany był w 2006 roku w miastach London i Hamilton (Ontario, Kanada). Całkowity budżet 10 odcinków wyniósł 14 milionów dolarów. 
Inspiracją do powstania serialu był inny serial autorki Mary Young Leckie – Żony piłkarzy (ang. "Footballers' Wives").

## Opis fabuły
Serial ukazuje życie hokeistów na lodzie i poza nim gdzie czekają na nich żony, matki i dzieci. Jest to opowieść o hokeju, narodowym sporcie w Kanadzie. 
Akcja serialu skupia się na profesjonalnej drużynie hokejowej Mustangów. Po śmierci ówczesnego kapitana Adama McBride'a, w zespole dochodzi do kilku roszad. Nowym kapitanem zostaje jego syn Gabe McCall (Lucas Bryant). Szybko musi sobie poradzić narastającymi problemami, gdyż nowy sezon zaczyna się już niedługo.

## Obsada
- Lucas Bryant jako Gabe McCall
- Dillon Casey jako Trevor Lemonde
- Matthew Bennett jako as Malcolm LeBlanc
- Peter Miller jako Damon Trebuche
- Kristin Booth jako Connie
- Anastasia Phillips jako as Tabbi
- Deborah Odell jako as Evelyn McBride
- Natalie Krill jako as Molly
- Olivia Waldriff jako as Grace Morris
- Amanda Brugel jako as Megan Chandler

## Spis odcinków
| Premiera odcinka | N/o | Polski tytuł | Angielski tytuł       |
| ---------------- | --- | ------------ | --------------------- |
|                  |     |              |                       |
| SERIA PIERWSZA   |     |              |                       |
|                  |     |              |                       |
| 30.08.2008       | 01  |              | Game On               |
|                  |     |              |                       |
| 06.09.2008       | 02  |              | Truth and Consequence |
|                  |     |              |                       |
| 13.09.2008       | 03  |              | Cover Your Man        |
|                  |     |              |                       |
| 20.09.2008       | 04  |              | Two for Interference  |
|                  |     |              |                       |
| 27.09.2008       | 05  |              | Double Over Time      |
|                  |     |              |                       |
| 04.10.2008       | 06  |              | Trades and Rumours    |
|                  |     |              |                       |
| 11.10.2008       | 07  |              | The Code              |
|                  |     |              |                       |
| 18.10.2008       | 08  |              | Reality Check         |
|                  |     |              |                       |
| 25.10.2008       | 09  |              | Sudden Death          |
|                  |     |              |                       |
| 01.11.2008       | 10  |              | Mad Scramble          |
|                  |     |              |                       |